# الخزرجي النمازي
الخزرجي النمازي (ت. 975 هـ / 1567 م) هو فقيه شافعي وعالم جليل، من أهل صبيا.ببلاد المخلاف السليماني له أكثر من ثلاثين كتابا في العقيدة والفلسفة والمنطق والنحو والفقة بالإضافة للعديد من القصائد التي كانت تحكي واقع الحياة في تلك الحقبة .
هو صالح بن صديق بن علي، أبو المكارم نور الدين الأنصاري الخزرجي النمازي. أخذ عن علماء زبيد. وتوفي ببلدة جبلة.

## آثاره
من آثاره:
- «الفريدة الجامعة في العقيدة النافعة» ويسمى «النمازية».
- «القول الوجيز في شرح أحاديث الإبريز».